# Rozières-en-Beauce
Rozières-en-Beauce ist eine französische Gemeinde mit 181 Einwohnern (Stand: 1. Januar 2022) im Département Loiret in der Region Centre-Val de Loire; sie gehört zum Arrondissement Orléans und zum Kanton Meung-sur-Loire. Die Einwohner werden Bardonniers genannt.

## Geographie
Rozières-en-Beauce liegt etwa 22 Kilometer westnordwestlich von Orléans in der Beauce. Umgeben wird Rozières-en-Beauce von den Nachbargemeinden Gémigny im Norden, Bucy-Saint-Liphard im Osten, Huisseau-sur-Mauves im Süden sowie Coulmiers im Westen.

## Bevölkerungsentwicklung
| Jahr                       | 1962 | 1968 | 1975 | 1982 | 1990 | 1999 | 2006 | 2018 |
| Einwohner                  | 134  | 106  | 103  | 120  | 157  | 157  | 178  | 188  |
| Quellen: Cassini und INSEE |      |      |      |      |      |      |      |      |

## Sehenswürdigkeiten
- Kirche Saint-Martin aus dem 14. Jahrhundert

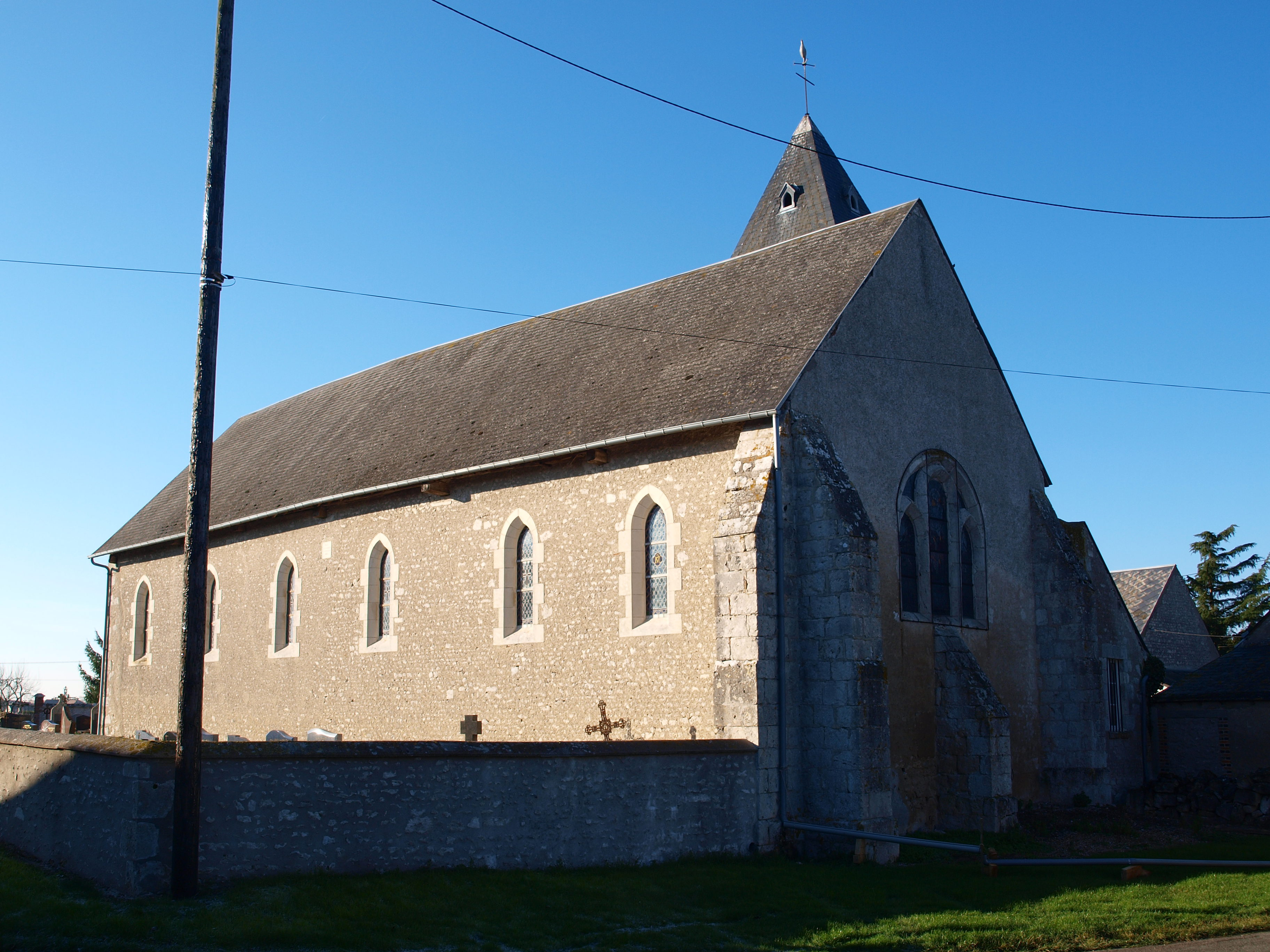
Kirche Saint-Martin